# Julio Ceja (boxe anglaise)
Julio César Ceja Pedraza est un boxeur professionnel mexicain né le 18 novembre 1992 à Tlalnepantla dans l’État de Mexico.

## Carrière professionnelle

### Combat pour le titre mondial IBF
Passé professionnel en 2009, il remporte ses 24 premiers combats et affronte le 11 mai 2013 Jamie McDonnell pour le titre mondial IBF des poids coqs après que Léo Santa Cruz ait laissé le titre vacant pour monter de catégorie. Il s'incline aux points par décision majoritaire.

### Combats pour des ceintures internationales mineures
Le 12 octobre 2013, il bat Juan José Montes par KO technique au 10e round et obtient le titre WBC Silver des poids coqs. Ceja bat également le 29 août 2015 Hugo Ruiz pour le titre de champion WBC par intérim des poids super-coqs. Il perd cependant le combat revanche le 27 février 2016.
L'année suivante, il met KO au 3e round l'ancien champion du monde panaméen Anselmo Moreno dans un combat pour la ceinture WBC Silver des super-coqs. Il confirme ce succès face à Breilor Teran puis est contraint à l'abandon contre Franklin Manzanilla le 26 mai 2018.